# Трговински гласник
Трговински гласник  био је лист за трговину, радиност и саобраћај, покренут 1891. године у Београду. Од 1895. године он постаје и орган „Београдске трговачке омладине”, и носи и поднаслове, од бр. 1 (1895) орган Београдске трговачке омладине, Српског трговачког удружења и Београдске берзе, а од бр. 220 (1895) поднаслов Орган Београдске трговачке омладине.
Власник гласника је био Марко Вулетић, одговорни уредник Милован Обрадовић, а председник уређивачког одбора Димитрије Ђорић. 

## Историја
Гласник који је излазио на српском језику посебно је третирао питања српске трговине и индустрије, али и теме из политике и просвете. Од 1926. године лист је повремено био илустрован фотографијама.
Од бр. 1 (1895) Гласник је излазио сваког радног дана; од бр. 165 (1895) сваког дана сем понедељника и дана по празнику; од бр. 214 (1895) уторком четвртком и суботом; од бр. 1 (1900) сваког дана сем понедељника и дана иза празника; од бр. 1 (1919) уторком, четвртком и суботом; од бр. 20 (1919) сваки дан сем понедељка.
Због ратних околности по избијању Првог светског рата,  лист није излазио од 15. јула 1914. до 15. марта 1919. Нумерација се наставља као да је у том периоду излазио. У бр. 118 (1933) уредништво је обавестило читаоце да привремено обуставља излажење "Трговинског гласника". Од 27. фебруара 1940. лист је наставио са излажењем, и излазио је до маја 1940. године.

## Политичка оријентација листа
Лист је био опозициони, и под великим утицајем либералних и радикалних струјања у свету и у Србији, као и под утицајем социјалистичких тенденција. 
Бавио се питањима трговине и привреде у целини, али је доносио и прилоге из области политике и просвете. Заступљени су и књижевни прилози (романи у наставцима и сл.). Велики број сарадника био је из редова српских привредних стручњака и јавних и научних радника.

## Забране излажења
У више наврата због објављених написа поједини бројеви листа су забрањивани због инкриминисаних натписа: бр. 214 за 1895, бр. 63 за 1900, бр. 72 за 1903.